# Mecánica de fluidos hamiltoniana
La mecánica de fluidos hamiltoniana es la aplicación de los métodos de la mecánica hamiltoniana a la mecánica de fluidos. Nótese que este formalismo sólo se aplica a fluidos no  disipativos.

## Flujo barotrópico irrotacional
Tomemos el sencillo ejemplo de un  barotrópico,  no viscoso y  sin vorticidad.
Entonces, los  campos conjugados son el campo  densidad de masa ρ y el potencial de velocidad φ. El paréntesis de Poisson viene dado por
{\displaystyle \{\rho ({\vec {y}}),\varphi ({\vec {x}})\}=\delta ^{d}({\vec {x}}-{\vec {y}})}
y el Hamiltoniano por:
{\displaystyle H=\int \mathrm {d} ^{d}x{\mathcal {H}}=\int \mathrm {d} ^{d}x\left({\frac {1}{2}}\rho (\nabla \varphi )^{2}+e(\rho )\right),}
donde e es la densidad de energía interna, en función de ρ. 
Para este flujo barotrópico, la energía interna está relacionada con la presión p por:
{\displaystyle e''={\frac {1}{\rho }}p',}
donde un apóstrofe ('), denota diferenciación con respecto a ρ.
Esta estructura Hamiltoniana da lugar a las siguientes dos ecuaciones de movimiento:
{\displaystyle {\begin{aligned}{\frac {\partial \rho }{\partial t}}&=+{\frac {\partial {\mathcal {H}}}{\partial \varphi }}=-\nabla \cdot (\rho {\vec {u}}),\\{\frac {\partial \varphi }{\partial t}}&=-{\frac {\partial {\mathcal {H}}}{\partial \rho }}=-{\frac {1}{2}}{\vec {u}}\cdot {\vec {u}}-e',\end{aligned}}}
donde {\displaystyle {\vec {u}}\ {\stackrel {\mathrm {def} }{=}}\ \nabla \varphi } es la velocidad y está  libre de vorticidad. La segunda ecuación conduce a las  ecuaciones de Euler:
{\displaystyle {\frac {\partial {\vec {u}}}{\partial t}}+({\vec {u}}\cdot \nabla ){\vec {u}}=-e''\nabla \rho =-{\frac {1}{\rho }}\nabla {p}}
después de explotar el hecho de que la vorticidad es cero:
{\displaystyle \nabla \times {\vec {u}}={\vec {0}}.}
Como la dinámica de fluidos se describe mediante dinámicas no canónicas, que poseen una cantidad infinita de invariantes de Casimir, se puede introducir una formulación alternativa de la formulación hamiltoniana de la dinámica de fluidos mediante el uso de la mecánica de Nambu.